# Tavaszi szél vizet áraszt
Tavaszi szél vizet áraszt (en idioma húngaro: El viento de la primavera hace subir las aguas) es una canción folklórica húngara, perteneciente a los csangos y recolectada por Veress Sándor en Bogdánfalva en Moldavia en 1930.
La canción fue interpretada por Queen durante su Magic Tour, específicamente en su concierto de Budapest. Aparece en el disco Hungarian Rhapsody.

## La música y la melodía
| Tavaszi szél vizet áraszt, virágom, virágom. Minden madár társat választ, virágom, virágom. | Hát én immár kit válasszak, virágom, virágom. Te engemet, én tégedet, virágom, virágom. | Zöld pántlika, könnyű gúnya, Virágom, virágom, Mert azt a szél könnyen fújja, Virágom, virágom. | De a fátyol nehéz ruha, Virágom, virágom, Mert azt a bú leszaggatja, Virágom, virágom. |

Versión (solo texto): Kriza János Vadrózsák c. gyüjteményében (Kolozsvár 1863) is szerepelnek, pl. a 422. sz.